# 遊吟STAND BY YOU
遊吟STAND BY YOU（ゆうぎん スタンド・バイ・ユー）は、日本の一部AM放送局で放送されている遊吟出演のラジオ番組である。2007年放送開始。

## 概要
- 遊吟の初のラジオの冠番組である。
- オープニングには彼らの楽曲「STAND BY YOU」が使われている。放送中に彼らの歌がかかることが多い。たまに、番組で生演奏をすることもある。
- 番組内でゲストを呼ぶことが多い。

## パーソナリティ
- 伸治（遊吟）
- 卓（遊吟）

## コーナー
- フリーメール - リスナーから届いたメールを紹介

## ネット局
- 茨城放送（土曜 22:00 - 22:30）
- 山口放送（土曜 23:00 - 23:30）
- 山陰放送（日曜 12:30 - 13:00）

過去
- 北陸放送
- 北日本放送
- 中国放送
- 南日本放送

| スタブアイコン | サブスタブ | この項目は、まだ閲覧者の調べものの参照としては役立たない、ラジオ番組に関連した書きかけの項目です。この項目を加筆・訂正などしてくださる協力者を求めています（P:ラジオ/PJ:放送番組）。 |